# ZOIDS FIELD OF REBELLION
『ZOIDS FIELD OF REBELLION』（ゾイド フィールドオブリベリオン）は、タカラトミーより2017年4月18日から2018年7月27日まで配信されていたスマートフォン（iOS・Android）用マルチプレイヤーオンラインバトルアリーナ（MOBA）。略称は『ZOIDS FOR』（ゾイド フォー）。

## 概要
タカラトミーの展開する動物型玩具シリーズゾイドをモチーフとしたMOBA。スマートフォン向けのゾイドシリーズのゲームとしては「ゾイド マテリアルハンター」に続いて2作目となる。
2016年9月26日にゾイドの新プロジェクトとするティザーサイトをオープンし、同年10月20日にアプリ製作を正式に発表。Android版を対象にしクローズドβテストの実施を経て、翌2017年4月18日にiOS版・Android版を正式にリリースした。同年12月12日以降はAndAppに対応してパソコンでのプレイが可能となった。2018年7月27日をもってサービス終了。
開発はエイティング、キャラクターデザインはHIRONOXが担当。さらに、コンセプトビジュアルなどはアニメや漫画をリアルに表現するプロジェクト集団アニマリアルにより、従来のゾイドシリーズでは描かれなかった質感のゾイドや登場人物のイラストが採用されている。また、プロモーション映像のテーマ曲は喜多修平が歌う「VOICE OF PROMISE」。

## 評価
本作は2015年5月から2016年6月までサービスが展開された「ゾイド マテリアルハンター」に比べて大々的なプロジェクトと見込まれたことからゾイドファンの注目度も大きく、ティザーサイト立ち上げ後のプレスリリースでも（ゾイドの新プロジェクトには）「大きな反響があった」とされる。また、配信前の2017年3月初旬の時点での事前登録者は50万人を越えている。
ゲームシステムについては、いわゆるリアルロボット系であるゾイドシリーズの世界観と、ゾイドが動物のモチーフを活かした特徴のある兵器であるという設定は、明確に（特別な）主人公機が設定されている他のロボットアニメ作品に比べるとMOBAというゲームジャンルと相性が良かったとされる。また、本作がアイテム課金制の基本プレイ無料（Free-to-play）という仕組みを採用しながら、ゾイドそのものは有料ガチャではなくゲーム内通貨で確実に購入できるという仕様もプレイヤーにとって喜ばれた。その他、従来シリーズでの人気ゾイドの登場や他プレイヤーとの連携が重要となる対戦プレイなども歓迎されるなどゾイドファンには熱狂的な人気を誇っていた。
一方で、リリース当初よりゲームの操作性に難があり、本作は「一見さんお断り」のような状況だったと評価されている。また、タカラトミーの広報担当も出演する動画番組でも、プレイヤーや番組出演者より指摘されてきた問題点（対戦のマッチング、ゾイドやウエポンのバランス調整、不適切な行為をするプレイヤーへの対策、画面表示の仕様や公開情報の不足など）の解消に力が及ばなかったことを認めている。
多くファンの期待を集めた作品であったが、およそ1年3ヶ月でのサービス終了は「あまりにも早すぎる」としてコアユーザーたちに驚きを与えたとの見方もある。

## ゲーム内容
ゾイドシリーズの中でも「ZOIDS concept art」の世界観をベースとしており、プレイヤーは傭兵的組織である独立部隊「F.E.S（Fullmetal Elite Squad：フルメタル・エリート・スクワッド）」の新人メンバーとなる。プレイヤー8人が赤青の二つの陣営に分かれて勝利を目指す「VS」モードと、プレイヤー4人で協力して一定条件の達成を目指す「Co-op」モードがある。
Co-opモードには幾つかのシングルプレイ（単独プレイヤープレイ）があるが、ゲームプレイにはオンライン環境が必須となる。

## 登場キャラクター
プレイヤーがF.E.Sの新人パイロットという立場であるため、それを支えるスタッフとサブパイロットが登場する。それぞれのキャラクターには若干の人物背景や挨拶程度の会話シーンはあるが、ゲーム性に関係するようなストーリーやキャラクターボイス（声優）などは全く無い。
F.E.Sスタッフ
スタッフは3人で、オペレーターであるアン・ガスターがプレイヤーのナビゲート役として最も多く登場する。コミュニケーションスタンプの図柄となっているほか、「アンの一言」と題してゲームを紹介するツイートの発言者と設定されていた（2017年3月〜8月）。その他、ショップ画面にではメカニック担当のエディ・ヴェレスが、ミッション画面ではシエナ・リリーが登場した。
サブパイロット
サブパイロットは全部で20人（冬服Ver.を含めて全23種）登場。それぞれに、ゲーム中継続して効果を発揮する「パッシブスキル」と任意のタイミングで一定時間発動できる「アクティブスキル」の2種類（冬服Ver.のキャラクターはスキルが別なのでパッシブ／アクティブそれぞれ全23種）が設定されている。サブパイロットは、基本的にはガチャにより排出されるキャラクターであり、同じキャラクターを引き当てるとEXレベルが最大10まで上昇、スキルの効力や効果時間が強化される。
| - ヴァンス・ラドフォード - トリニティ・シンクレア（冬服Ver.あり） - アレン・マクラレン - ショーン・ミュアヘッド - ドゥエイン・ベルトーニ - ディーン・ファラデー - ファーン・キンバリー - ロザリオ・リヴィングストン - ソフィア・ブリジット（冬服Ver.あり） - カタリナ・ターレス（冬服Ver.あり） | - ジム・ハレルソン - デイジー・ストーマー - ローガン・ヘイムダール - サオリ・クリスタル - ケイ・プリムローズ - サラ・モリス - シェルトン・ヴォーグマン - カーラ・アグエ - リヴ・ミラーズ - ヒロミ・リンデン |

上記のサブパイロットのうち、ゲーム開始時点でプレイヤーに配布されているのはヴァンスであり、プロモーションビデオやWeb漫画（後述）では主人公として描かれている。なお、ヴァンスには"帝国軍に所属していた頃に出会った女性を探している"というプロフィールが設定されており、リヴがその女性であることがプロフィールと漫画の内容から示唆されている。漫画版では、他にもトリニティをはじめとする幾人かのキャラクターが登場している。

## 登場ゾイド
本作に登場するゾイドはプレイヤーが操作する「プレイヤーゾイド」と、プレイヤーが操作しない「大型ゾイド」「小型ゾイド」に区別される。プレイヤーゾイドは基本的にショップでの課金購入となるが、コマンドウルフがゲーム開始時の初期期期待として配布される他、チュートリアルのクリア報酬でジェノザウラー・シールドライガー・ゴルドスは無料で入手できる。また、一部のバリエーション機はアタッチメントと呼ばれるガチャ排出アイテムで改造することで入手可能となる。

### プレイヤーゾイド
プレイヤーゾイドにはそれぞれロール（役割）が設定されており、味方小型ゾイドの性能をアップさせる「コマンダー」、対小型ゾイド向きの「ファイター」、対プレイヤーゾイド向きの「デストロイヤー」、味方プレイヤーゾイドをサポート（回復）する「サポーター」の4種類に分類される。

#### コマンダー
- コマンドウルフ
- アイアンコング
- ダークホーン
- シャドーフォックス
- エレファンダー
- ゴジュラスCA - ゲームオリジナルのゴジュラスで、ZOIDS Concept Art第3巻に登場する高機動仕様型のデザインで実装された。名称のCAについては、「Coincidental Advent」もしくは「Coincidental Architecture」の略という設定が付されている。
- ライガーゼロシュナイダー

#### ファイター
- シールドライガー
- ディバイソン
- アイアンコングPK
- バーサークフューラー
- ライトニングサイクス
- ジークドーベル
- ライガーゼロイエーガー

#### デストロイヤー
- ジェノザウラー
- セイバータイガー
- ブレードライガー
- ジェノブレイカー
- ガンブラスター
- ライガーゼロ
- シュトゥルムテュラン

#### サポーター
- ゴルドス
- レッドホーン
- ディメトロドン
- マンモス
- ケーニッヒウルフ
- ライガーゼロパンツァー

### 大型ゾイド
- デスザウラー
- ゴジュラス - ロングレンジバスターキャノンを装備したいわゆるMk-2仕様のデザイン。
- デススティンガー
- マッドサンダー
- ブラッディデスザウラー
- ゴジュラス・ジ・オーガ

### 小型ゾイド
自陣の本拠点および各拠点から、一定の間隔で自動的に3機小隊で進軍する。MOBA用語でいうところのミニオン (en:Minions) 。途中で遭遇した敵ゾイドや敵拠点を自動的に攻撃する。特に拠点攻撃力に優れるため、プレイヤーは敵小型ゾイドを排除しつつ味方小型ゾイドをいかに敵拠点まで送り届けるかが重要となる。
- ゴドス - 青チーム。キットモデルの「重装甲タイプ」の頭部を採用したデザイン。
- モルガ - 赤チーム。改造バリエーションの「キャノリーモルガ」のデザイン。
- バリゲーター - 湿地マップの沼地に出現して、敵味方関係無く近づくプレイヤーに対して攻撃をしてくる。

## 動画配信・イベント・コラボレーションなど
- 2017年4月27日よりYouTubeのBoomAppGamesチャンネルにて、情報動画番組「ZOIDS FOR YOU」（ゾイド フォー ユー）が配信されている[2]。レギュラー出演者は、BoomAppGames編集部のカワイ、声優の高井舞香、ゲーム実況・解説者のスタンスミス（岸大河）[11]、タカラトミー広報のハフリ[注 1]となっている。概ね、ゲームの定期メンテナンス（アップデート）の直後に配信される。視聴者プレゼントなども行われていた。2018年6月18日に配信された第30回が最終回となった[10]。
  - ZOIDS FOR YOU第18回では、番組テーマソング（ED）として「ZOIDS FOR YOU」が出演のハフリタツヤにより作詞作曲された[12]。原曲はアコースティックな曲だったが、2019年9月15日に行われた高井舞香のイベントMaikaMaika2019においてバンドアレンジされたバージョンがミニアルバム「Landscape!」に収録された[13][14]。
- 2017年4月29日・30日に開催された「ニコニコ超会議2017」に出展。ゲームの試遊プレイ、巨大壁画にボールを投げて囚われの美女を救出するアトラクション「超デスザウラー討伐大作戦」、同アトラクション参加者への景品「ゾイチュウ（ゾイドオリジナルハイチュウ）」の配布などが行われた[15]。なお、超デスザウラー討伐大作戦に合わせて、ゲーム中でもCo-opイベント「デスザウラー討伐大作戦」が4月27日から5月2日まで行われている[16]。
- 2017年8月29日より大塚明夫をナレーションに起用したTVCM「バーサークフューラー登場編」を放映した[17]。併せて、TVCM放映記念として「俺のゾイドをツイートしよう」キャンペーンも行われた。
- 2017年9月26日から10月11日までにログインしたプレイヤーに、「阪神タイガース」コラボと称してセイバータイガー専用カラーリング「阪神タイガースユニフォームカラー」が配布された[18]。

## 漫画
ヴァンスを主人公とするウェブコミックが公式サイトで連載された。2017年5月30日から2018年7月27日までの全5話。作画は藤異秀明、脚本は柳坂明彦・いけうらまことが担当。
ストーリー
戦闘傭兵集団F.E.Sのセイバータイガーパイロットであるヴァンスは、ディバイソンに乗るトリニティやシールドライガーに乗るアレンと共に、帝国軍拠点破壊の任務で出撃する。重要な基地では無いにもかかわらず、異常な速さで動くセイバータイガーや大型ゾイドのデスザウラーと遭遇して苦戦しながらも任務は達成。敵のセイバーは、怪しげな男による極秘実戦導入実験であったが、戦ったヴァンスも「噂に聞く強化パイロットの幻影（ファントム）」ではないかと感づいていた。そのセイバーの様子から、過去にモルガに追われているところを助けた女性ーーー「自分の本当の姿を知られるのが怖い」と言ってヴァンスの元を去ったリヴでは無いかとの疑惑を強めていく。一方で"博士"と呼ばれる怪しげな男は、圧倒的な戦闘力を持ちながらも猛毒の影響で人の手に負えなかったベノムゾイドを、幻影という強化人間を搭乗させることで制御することに成功し、デモンストレーションとしてベノムゾイドでF.E.Sを襲撃。飛行能力すら持つベノムゾイドは、アレンのシールドライガーやソフィアのブレードライガーを蹴散らし、さらに周囲の木々や"博士"の協力者であった共和国軍・帝国軍の将校に毒まき散らすなど、猛威を振るう。一度はヴァンスの呼びかけで動きを止めた幻影＝リヴだったが、ベノムゾイドを使って世界の王になろうとする"博士"がゾイドと強化人間のシンクロを最大にしたため、ベノムゾイドは暴走した。幻影の正体が、ヴァンスの愛した女性であることを知った仲間のサポートを得て、ヴァンスのセイバータイガーはベノムゾイドに飛びかかった。"博士"は墜落してくるベノムゾイドに押し潰されたが、コクピットから投げ出されたがリヴはヴァンスに受け止められ、彼の腕の中で無事に意識を取り戻した。